# André Boyer (homme politique)
Pour les articles homonymes, voir Boyer et André Boyer.
André Boyer, né le 14 mai 1931 à Bretenoux et mort le 24 septembre 2008 à Paris 6e,, était un sénateur, membre du groupe Rassemblement démocratique et social européen.

## Biographie
Radiologue de profession, il est devenu sénateur du Lot le 13 juin 1988 en tant que suppléant de Maurice Faure, nommé au gouvernement. Il a été réélu le 27 septembre 1992, puis le 23 septembre 2001. Jean Milhau, lui a succédé.

## Autres mandats
- Conseiller général (radical de gauche) du Lot pour le canton de Saint-Céré

## Anciens mandats
- Membre de l'Office parlementaire d'évaluation des choix scientifiques et technologiques